# Sofya Kondakova
Sofya Kondakova, née le 23 décembre 1922 à Arkhangelsk et morte le 24 septembre 2012, est une patineuse de vitesse soviétique.

## Carrière
Aux Championnats du monde toutes épreuves de patinage de vitesse, Sofya Kondakova obtient la médaille d'or en 1956 à Kvarnsveden et la médaille de bronze en 1954 à Östersund et en 1955 à Kuopio.